# Електронско фактурисање
Електронско фактурисање (такође зван е-фактурисање или е- фактурисање ) је облика електронског фактурисања. Методе е-фактурисања користе трговински партнери, као што су купци и њихови добављачи, да би представили и надгледали трансакцијске документе и осигурали усклађеност са државним стандардима. Ови документи укључују фактуре, налоге за куповину, дебитне записе, кредитне записе, услове плаћања, упутства за плаћање и уплатнице.
Е-фактурисање укључује низ различитих технологија и опција уноса и користи се као кровни термин да опише било коју методу којом се фактура електронски представља купцу за плаћање. 

## Сврха
Главна одговорност одељења за обавезе према добављачима је да обезбеди да су све неплаћене фактуре својих добављача одобрене, обрађене и плаћене. Обрада фактуре укључује евидентирање релевантних података из фактуре и њихово уношење у финансијске или књиговодствене системе компаније. Након што је обављен, фактуре морају проћи кроз пословни процес компаније да буде плаћене.
Е-фактура се може дефинисати као структурирани подаци о фактури издати у електронској размени података (ЕДИ) или XМЛ форматима, или коришћењем веб образаца на Интернету.  Ови документи се могу размењивати на више начина, укључујући ЕДИ, XМЛ или ЦСВ датотеке.  Могу се отпремати помоћу е-поште, виртуелних штампача, веб апликација или ФТП сајтова. Компанија може да користи софтвер за обраду слика за снимање података из ПДФ или папирних фактура и уношење у свој систем фактурисања. Ово поједностављује процес подношења захтева, а истовремено позитивно утиче на напоре у погледу одрживости. Неке компаније имају сопствени интерни процес е-фактурисања; међутим, многе компаније ангажују компанију треће стране за имплементацију и подршку процеса е-фактурисања и за архивирање података на сопственим серверима.
Разноврсност формата и канала испоруке отежава коришћење е-фактура. Да бисте ово поједноставили, софтвери за е-фактурисање ово поједностављују са аутоматским претварањем улазних података у читљиву визуелизацију XМЛ датотеке.

## Историја
Од средине 1960-их, компаније су почеле да успостављају везе за податке са трговинским партнерима у циљу преноса докумената, као што су фактуре и наруџбенице. Инспирисани идејом о канцеларији без папира и поузданијим преносом података, развили су прве ЕДИ системе. Ови власнички системи су били прилично ефикасни, али крути. У то време није постојао стандард за електронску размену података, скоро сваки скуп трговинских партнера имао је сопствени метод. Препознајући ово, Акредитовани комитет за стандарде Кс12, институција за стандарде под окриљем АНСИ -а, почео је на стандардизацију ЕДИ процеса. Резултат је данас познат као АНСИ Кс12 ЕДИ стандард.  Ово је остао главни начин размене података о трансакцијама између трговинских партнера све до 1990-их када су компаније почеле да се такмиче у обезбеђивању робуснијих веб апликација корисничког интерфејса. Нове веб-базиране апликације имале су функције које су одговарале и добављачу и купцу. Омогућили су онлајн подношење појединачних фактура, као и отпремање ЕДИ датотека, укључујући ЦСВ, ПДФ и КСМЛ формате. Ове услуге омогућавају добављачима да прикажу фактуре својим купцима за упаривање и одобрење у веб апликацији. Добављачи су такође могли да виде историју свих фактура које су послали својим купцима без директног приступа системима купаца. То је зато што се све информације о трансакцијама чувају у центрима података компаније треће стране која обезбеђује веб апликацију за фактурисање. Ове трансакцијске информације може да регулише купац како би контролисао колико информација продавцу је дозвољено да види.
Како компаније напредују у дигиталну еру, све више се пребацује на услуге електронског фактурисања како би аутоматизовали своја одељења за обавезе. Глобална студија е-фактурисања из 2012. године илустровала је стопу по којој електронско фактурисање расте. Према студији, 73% испитаника је у одређеној мери користило електронско фактурисање у 2012, што је повећање од 14% у односу на 2011. Отпор добављача на е-фактурисање је смањен са 46% у 2011. на 26% у 2012.  Према извештају који је ГКСС урадио 2013. године, Европа усваја владине законе који охрабрују предузећа да усвоје праксе електронског фактурисања.

## Стандарди е-фактурисања
Постоје различити стандарди. У Директиви ЕУ 2014/55/ЕУ о електронском фактурисању у јавним набавкама наведено је да „постоји неколико глобалних, националних, регионалних и власничких стандарда; ... ниједан од њих не преовлађује и већина њих није интероперабилна један са другим“.
- ЕДИФАЦТ
- УБЛ ( Универзални пословни језик )[10]
- Финвоице (Финска)
- ЕХФ (Електроникс ханделсформат) (Норвешка)
- Е-фактура (Естонија)[11]
- ФацтураЕ (Шпанија)
- Фацтур-Кс (Француска)
- ФаттураПА (Италија)
- ЦФДИ (Мексико)
- ИСДОЦ (Чешка република)
- Е-фактура (Пољска)
- ОИОУБЛ (Данска)
- ПЕППОЛ БИС (разне земље)
- Свефактура (Шведска)
- УБЛ-ОХНЛ (Холандија)
- ЗУГФеРД, КСРецхнунг (Немачка)
- Нота Фисцал Елетроница (Бразил)
- Фацтурацион Елецтроница (Еквадор)
- ДТЕ (Чиле)

ЕУ је 18. децембра 2018. објавила слободно доступан Европски Стандард о Електронском фактурисању.

## Употреба
Најосновнији облик е-фактурисања је е-фактурисање на вебу. То подразумева коришћење програма заснованог на вебу за ручно уношење података о фактури. Након што се унесу сви потребни подаци, е-фактура се креира у КСМЛ форми и може се послати другим предузећима или порталима пореских органа.
Данас се е-фактурисање развило даље од ручног уноса података и сада омогућава повезивање са другим софтверима (ЕРП, ЦРМ-ови и рачуноводствени програми). Ова веза помоћу АПИ-ја омогућава корисницима да аутоматски увозе податке из свог постојећег метода прегледа трансакција (обично ЕРП или рачуноводствени систем). Након успостављања везе, рутирање и правила морају бити успостављени у спецификацији пројекта. Ово обично укључује задужене чланове, ИТ, а понекад и набавке. Када се усмеравање успостави у систему, могу се подесити правила валидације како би се смањили изузеци на фактури. Даља валидација се може подесити тако да аутоматски одбија грешке, тростране фактуре, наруџбенице и друге документе. Валидација такође може да обавести добављаче о прихватању или одбијању. Када се заврши спецификација е-фактурисања и заврши тестирање, добављачи компаније су повезани електронски, а систем е-фактурисања је спреман.

## е-фактурисање у Србији
Србија је 2022. године применила нови Закон о Електронском фактурисању који обавезује јавна и приватна предузећа да почну да користе е-фактуре и шаљу их Систему електронских фактура (СЕФ). Нови закон се примењује у три фазе, посебно за сваки пословни сектор.
Почетак примене обавезе за субјекте приватног сектора:
- 1. маја 2022: Издавање електронске фактуре субјекту јавног сектора (буџетлијама и јавним предузећима)
- 1. јул 2022: Пријем и чување електронских фактура (издатих од стране субјеката јавног и приватног сектора)
- 1. јануар 2023: Издавање електронске фактуре субјекта приватног сектора

Са 1. јануаром ступа на снагу комплетан закон, што значи евидентирање обрачуна ПДВ осим трансакција у којима је једна од страна субјекта јавног сектора обавезно.
Почетак примене целог закона за субјекте јавног сектора је 1. мај 2022. Ово укључује:
- Издавање електронске фактуре субјекту јавног сектора
- Пријем и чување електронских рачуна (издатих од стране јавних и приватних субјеката)
- Регистрација обрачуна ПДВ-а

Од 1. јула, издавање електронске фактуре субјекту приватног сектора је обавезно за субјекте јавног сектора

### Обавеза е-фактурисања за Паушалце
Једина група субјеката која је изузета од спровођења е-фактурисања су неки паушалци.
Паушалци који своју робу и услуге продају субјектима јавног сектора треба да се региструју у СЕФ. Иако нису обвезници ПДВ-а, па самим тим и не припадају субјектима приватног сектора, ови паушалци су принуђени да користе СЕФ као „добровољне кориснике“ како би могли да наплаћују пружене услуге и испоручену робу субјектима јавног сектора.
Паушалци који не послују ни са једним субјектом јавног сектора немају потребу нити обавезу да се региструју у СЕФ.
И поред тога што нису обавезни да се региструју у СЕФ, неки паушалци могу изабрати да се региструју добровољно. Обично је то случај са паушалцима који желе да унапреде своје фактурисање како би били ефикаснији. Ако се паушалац региструје у СЕФ-у, дужан је да настави са обрадом својих фактура користећи СЕФ, од регистрације па надаље.
За оне паушалце који су у обавези да користе е-фактурисање или оне који су се определили да га користе, важе исти рокови као и за субјекте приватног сектора.

## Методе е-фактурисања
У Србији постоји неколико различитих начина на које компаније могу да имплементирају е-фактурисање. Коју методу користе обично зависи од пореских обавеза компаније, величине компаније и захтева или преференција у погледу техничких спецификација и цене.

### Веб е-фактурисање
Најједноставнији метод је веб е-фактурисање. Овде предузећа користе програм заснован на вебу за креирање и слање е-фактура. Корисници креирају е-фактуре ручним уносом података о фактури у наведена поља на свом екрану. Програм затим конвертује податке у КСМЛ датотеку која се затим шаље у СЕФ.
Ово решење користе углавном мале компаније које не морају да обрађују много фактура, тако да ручни процес не одузима превише времена.
Влада Србије је направила такву платформу коју предузећа могу користити под називом еФактура. Платформа је бесплатна за коришћење, али одузима много времена. Ово га чини посебно корисним само за предузећа са веома малом количином е-фактура. Предузећа обично радије купују услуге е-фактура које пружају компаније, јер могу да обрађују већу количину е-фактура, па чак и да обезбеде додатне функције како би процес био још бржи и аутоматизованији.
Постоји широк избор услуга е-фактурисања које субјекти могу да бирају, а које се такође значајно разликују по ценама и функционалности. За мала предузећа, од суштинске је важности да провајдер е-фактурисања обезбеди законску усаглашеност са неопходним стандардима и води цео процес е-фактурисања. Такве услуге имају ниже трошкове за предузећа.

### Повезивање софтвера са услугом е-фактурисања
Ниво виши у односу на веб е-фактурисање је повезивање софтвера који предузеће већ користи са услугом е-фактурисања. Пример је компанија која већ има ЕРП, ЦРМ, рачуноводствени програм или други софтвер може да се повеже на услугу е-фактурисања уз помоћ програмера. Програмери једноставно додају неке АПИ позиве у код да би успоставили везу. Предност овог начина е-фактуре је што је процес креирања е-фактуре много краћи и аутоматизованији. Пошто се подаци преузимају директно из софтвера који предузеће већ користи, мања је потреба за ручним радом. Слично томе, када се е-фактура пошаље назад из СЕФ-а и буде сертификована, компанија може да прегледа ове претходне е-фактуре у својој дигиталној архиви.
Владин СЕФ програм не дозвољава ЕРП или друге софтверске везе, тако да је за имплементацију е-фактурисања на овај начин, за средња и већа предузећа, куповина услуге е-фактурисања једина опција.
За ову методу постоји већи број доступних провајдера, а цене су веће. Обично ове услуге укључују друге функције као што су системи за управљање документима (ДМС) или друге рачуноводствене функције. Што више функција и додатних компоненти услуга нуди, то је цена већа. Иако неке компаније могу имати користи од ових додатних компоненти, све што компаније захтевају да би се придржавале закона је само основно е-фактурисање.

### Прилагођено е-фактурисање
Kорак даље од повезивања софтвера са услугом е-фактурисања је прилагођено е-фактурисање. Овај метод укључује различита решења намењена компанијама чија их техничка ограничења ометају да користе било који од горе наведених метода или за компаније чије су потребе за е-фактурисањем толико велике да желе да имају услугу прилагођену њиховим специфичним потребама.

#### Велике компаније које желе прилагођену услугу
Веће компаније можда желе прилагођену услугу е-фактурисања јер је њихов обим фактура толико висок да би прилагођавање услуге њиховом софтверу и току рада значајно повећало њихову ефикасност. Други могу захтевати прилагођавање јер су њихови процеси веома специфични или захтевају да се е-фактуре увезу на одређени начин или у одређеном формату.

#### Компаније са техничким ограничењима
За неке компаније, уређивање кода како би се њихов софтвер повезао са услугом е-фактурисања је проблематично, било зато што је прескуп, софтвер је застарео или се аутор софтвера не може контактирати да изврши потребне измене. Због овог проблема, ове компаније не могу да повежу свој софтвер са услугом е-фактурисања на типичан начин, користећи горе наведене услуге. Овим компанијама је потребно специфично решење које ће им дати ову могућност е-фактурисања тако што ће инсталирати посебан софтвер који трансформише њихове е-фактуре локално, а затим их шаље у облак.